# Oxythemis
Oxythemis is een geslacht van libellen (Odonata) uit de familie van de korenbouten (Libellulidae).

## Soorten
Oxythemis omvat 1 soort:
- Oxythemis phoenicosceles Ris, 1909